# Rob Simmons
Rob Simmons (nacido en Theodore (Queensland), el 19 de abril de 1989) es un jugador de rugby australiano que juega actualmente para los Queensland Reds en el Super Rugby y representa a Australia en partidos internacionales. Su posición es la de segunda línea pero también puede jugar en la línea trasera.
Simmons fue seleccionado para el equipo australiano sub-19 en 2007. Jugó para los australianos sub-20 en el Campeonato Mundial de Rugby Juvenil en 2008, en Gales.
En 2007, Simmons jugó para los East Coast Aces en el Australian Rugby Championship inaugural. Hizo su debut en el Super Rugby por los Queensland Reds en Sudáfrica desde el banquillo contra los Bulls a comienzos de la temporada de 2009. 
Simmons hizo su debut con Australia en 2010, jugando contra Sudáfrica en Brisbane.
El 16 de enero de 2015, Simmons, junto con su compañero Karmichael Hunt, fueron nombrados vice-capitanes de los Queensland Reds.
En 2015 es seleccionado para formar parte de la selección australiana que participa en la Copa Mundial de Rugby de 2015. En la semifinal ante Argentina que finalizó con el marcador de 15-29 Simmons marcó el primer ensayo del partido y además fue el más tempranero de todo el mundial